# David Hofer (Skilangläufer)
David Hofer (* 21. Juni 1983 in Bozen) ist ein ehemaliger italienischer Skilangläufer.

## Werdegang
Hofer nahm bis 2008 vorwiegend an Rennen des Continental Cups und den Alpencup teil. Sein erstes Weltcuprennen lief im Oktober 2005 in Düsseldorf, welches er mit dem 51. Platz im Sprint beendete. Seine ersten Weltcuppunkte gewann er im Dezember 2008 in Davos mit dem 23. Platz im Sprint. Die Tour de Ski 2008/09 beendete er auf dem 24. Rang. Im Januar 2009 in Vancouver schaffte mit dem vierten Platz erstmals ein Top-Zehn-Resultat im Skilanglauf-Weltcup. Seine beste Platzierung bei den nordischen Skiweltmeisterschaften 2009 in Liberec war der 36. Platz über 50 km Freistil. Die Saison 2008/09 beendete er auf dem 29. Platz der Weltcupgesamtwertung.
In der nachfolgenden Saison erreichte Hofer vorwiegend Platzierungen im Mittelfeld, ein zehnter Platz im 30-km-Massenstartrennen war sein bestes Einzelergebnis. Bei den Olympischen Winterspielen 2010 in Vancouver erreichte er den 39. Platz im Sprint. Seine beste Platzierung bei den nordischen Skiweltmeisterschaften 2011 in Oslo war der 18. Rang im Sprint. In der Saison 2010/11 und 2011/12 waren seine besten Weltcupresultate, jeweils einen dritten Platz im Teamsprint. Die Tour de Ski 2011/12 beendete er auf dem 34. Platz. 2012 wurde er italienischer Meister im Sprint. In der Saison 2012/13 erreichte er in Sotschi mit dem dritten Platz im Sprint seine einzige Podestplatzierung im Weltcupeinzel und belegte bei den nordischen Skiweltmeisterschaften 2013 im Val di Fiemme den vierten Platz mit der Staffel sowie den fünften Platz im Teamsprint. Bei den Olympischen Winterspielen 2014 in Sotschi waren der 15. Platz im Sprint und der fünfte Platz mit der Staffel seine besten Ergebnisse. In der Saison 2014/15 errang er den 74. Platz bei der Nordic Opening in Lillehammer und den 41. Platz bei der Tour de Ski 2015. Bei den nordischen Skiweltmeisterschaften 2015 in Falun kam er auf den 43. Platz über 15 km Freistil und auf den 32. Rang im Skiathlon.

## Weltcup-Statistik
Die Tabelle zeigt die erreichten Platzierungen im Einzelnen.
- 1.–3. Platz: Anzahl der Podiumsplatzierungen
- Top 10: Anzahl der Platzierungen unter den ersten zehn
- Punkteränge: Anzahl der Platzierungen innerhalb der Punkteränge
- Starts: Anzahl gelaufener Rennen in der jeweiligen Disziplin
- Hinweis: Bei den Distanzrennen erfolgt die Einordnung gemäß FIS.

| Platzierung         | Distanzrennen a | Distanzrennen a | Distanzrennen a | Distanzrennen a | Distanzrennen a | Skiathlon Verfolgung | Sprint | Etappen- rennen b | Gesamt | Team c | Team c  |
| Platzierung         | ≤ 5 km          | ≤ 10 km         | ≤ 15 km         | ≤ 30 km         | > 30 km         | Skiathlon Verfolgung | Sprint | Etappen- rennen b | Gesamt | Sprint | Staffel |
| ------------------- | --------------- | --------------- | --------------- | --------------- | --------------- | -------------------- | ------ | ----------------- | ------ | ------ | ------- |
| 1. Platz            |                 |                 |                 |                 |                 |                      |        |                   |        |        |         |
| 2. Platz            |                 |                 |                 |                 |                 |                      |        |                   |        |        |         |
| 3. Platz            |                 |                 |                 |                 |                 |                      | 1      |                   | 1      | 2      |         |
| Top 10              |                 | 2               |                 |                 |                 | 3                    | 6      |                   | 11     | 5      | 6       |
| Punkteränge         | 9               | 3               | 10              |                 |                 | 12                   | 28     | 2                 | 64     | 8      | 8       |
| Starts              | 11              | 7               | 28              | 2               | 2               | 33                   | 55     | 10                | 148    | 8      | 8       |
| Stand: Karriereende |                 |                 |                 |                 |                 |                      |        |                   |        |        |         |